# 中國—巴林關係
中國—巴林關係（阿拉伯语：‎），是指中國和巴林之間的外交關係，兩國於1989年4月建交。

## 歷史
1989年4月18日，中国与巴林正式建立外交关系。建交后，两国关系发展顺利。巴首相哈利法於2002年访华。2021年3月29日，中国外交部长王毅抵达巴林，巴林国王哈马德宴请王毅，随后巴林王储兼首相萨勒曼在麦纳麦会见王毅；同日王毅同巴林外交大臣扎耶尼举行会谈，双方表示加强“2030经济发展愿景”同“一带一路”倡议对接，拓展两国在贸易、投资、能源、科技、基础设施等领域合作，最后双方签署中巴互设文化中心协定和两国文化合作执行计划。2024年5月巴林国王访华期间，中国和巴林建立全面战略伙伴关系。

## 經貿關係
2022年中巴贸易总额为20.2亿美元，同比增长13.9%，其中中國出口17.7亿美元、同比增长28.7%，中國进口2.5亿美元、同比减少37.1%。中國主要出口商品是机电产品、高新技术产品、服装等，主要进口商品是有机化学品、铁矿砂等。

## 外部連結
- 中華人民共和國駐巴林王國大使館官方網站（简体中文）（英文）
  - 中華人民共和國駐巴林王國大使館經濟商務處官方網站（简体中文）
- 巴林駐華大使館官方網站（英文）（阿拉伯文）